# Zandvoort
Zandvoort aan Zee ou simplesmente Zandvoort é um município e cidade balneária neerlandesa localizada na província de Holanda do Norte e situado à oeste do Mar do Norte. Sua população estimada em 2021 era de 17 168 habitantes. Ocupa uma área de 4.397 hectares, dos quais são 3.212 terra e 1.186 água.
Zandvoort é conhecida por abrigar o Circuit Park Zandvoort, autódromo que é palco do famoso Grande Prêmio da Holanda de Fórmula 1.

## Galeria

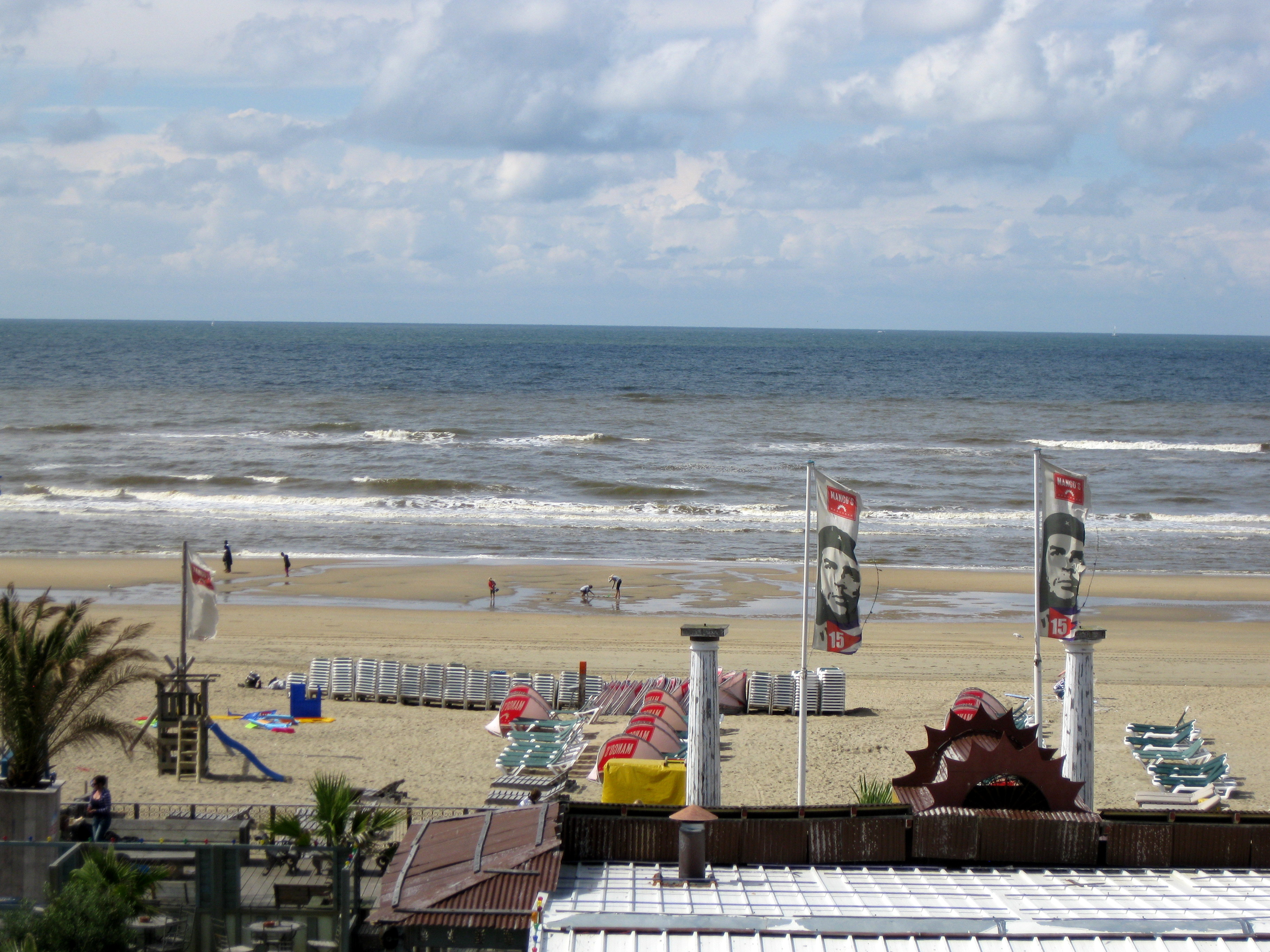
A Praia de Zandvoort
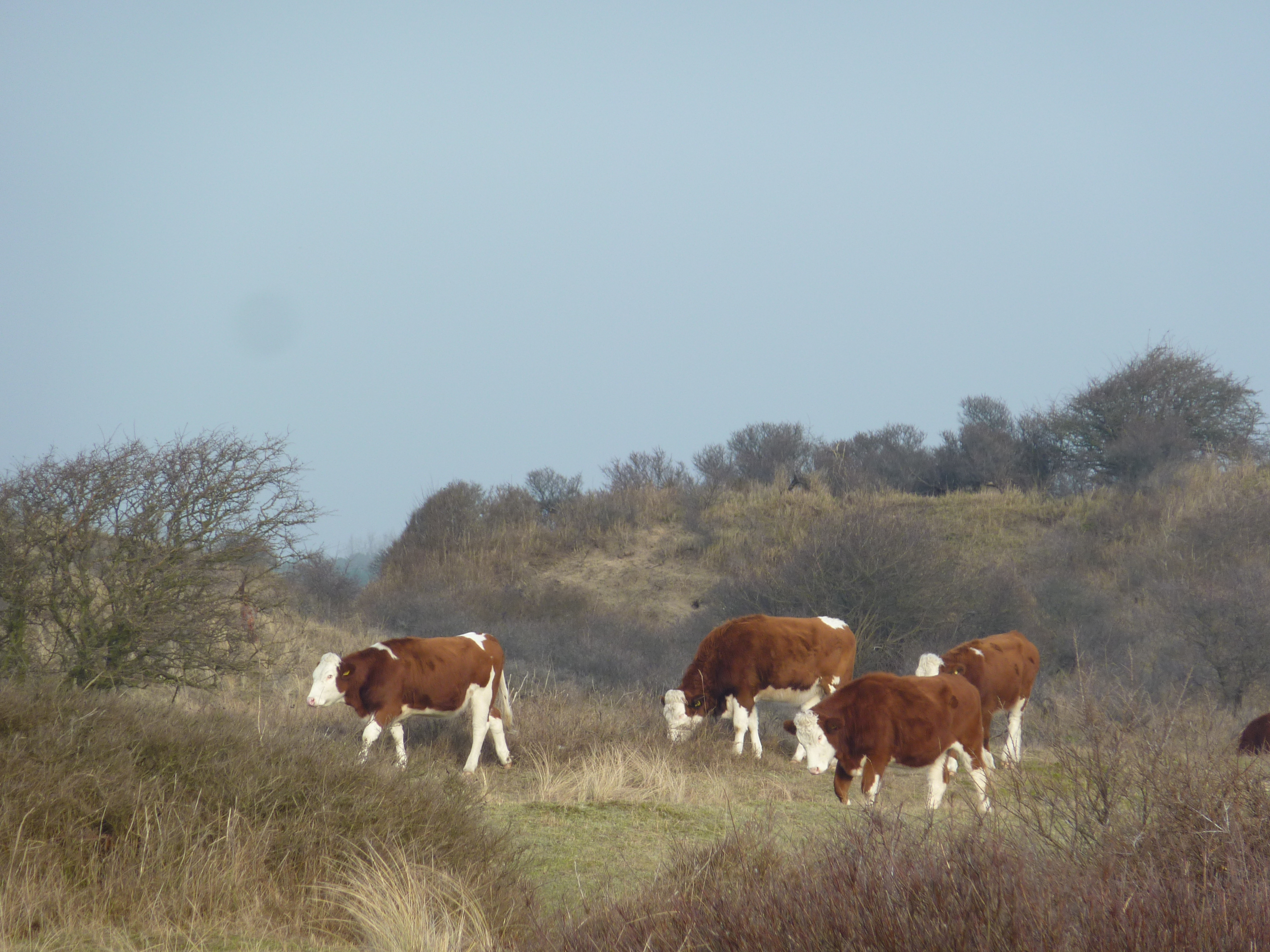
As dunas de Zandvoort